# Dušan Grúň
Dušan Grúň (26. května 1942 Žilina – 22. dubna 2024 Bratislava) byl slovenský zpěvák a hudebník.

## Životopis
Maturoval v roce 1959 v Košicích. Po maturitě šel studovat na tehdejší Vysokou školu báňskou v Ostravě, kde
hrával v dixielandu na trubku. Později začal zpívat s orchestrem Iva Pavlíka. S orchestrem Josefa Vobruby nahrával písně v Praze. V roku 1965 po návratu do Bratislavy (po účinkování v zahraničí) vystupoval více než třicet let s Orchestrem Juraja Velčovského. V roce 1966 se oženil. Jeho choť se jmenovala Majka.
Vyšlo mu 53 písniček na CD, i když jenom v rozhlase nahrál víc než 260 skladeb. Jeho nahrávky byly zaznamenány na desítkách gramofonových desek, které zatím nebyly vydány.
Účinkoval v zahraničí se zpěváky Karolem Duchoněm, Janou Kocianovou, Oľgou Szabovou, taky s českými zpěváky Karlem Gottem, Waldemarem Matuškou, Helenou Vondráčkovou, s nimiž vystupoval v Německu.
Od roku 2009 spolupracoval s producentem a zpěvákem Martinem Jakubcem, který ho zastupoval jako manažer a vydavatel v programu Repete.
Mezi jeho hity patří i písně, jejichž melodie pocházejí z bývalé Jugoslávie jako například Kde si bola, keď tu hrmelo, nebo Kam pláva naša loď.

## Písně

### Nejznámější hity
- Starý rodný dom
- Hviezdy spod tvojich rias
- Butterfly
- Plavovláska
- Kde si bola, keď tu hrmelo
- Malvína
- Svadobná pieseň
- Delilah
- Synček, neplač
- Úsmevom sa patrí ďakovať
- Pán z plátna
- Päť dám
- Ten koník slncový
- Dáma z rámu
- Vonia kakao